# Водний кодекс України
Водний кодекс України — кодифікований закон України. Кодекс введено в дію з дня опублікування — 13 червня 1995 року — згідно з Постановою Верховної Ради України від 6 червня 1995 року N 214/95-ВР.
За своєю структурою Кодекс складається з 6 розділів, 24 глав та 112 статей.
| Номер розділу | Назва розділу | Глави   | Статті    |
| ------------- | --- | ------- | --------- |
| I             | Загальні положення. | 1       | 1 — 11    |
| II            | Державне управління і контроль у галузі використання і охорони вод та відтворення водних ресурсів.                             | 2       | 12 — 41   |
| III           | Водокористування. | 9 — 17  | 42 — 84   |
| IV            | Охорона вод. | 18 — 21 | 85 — 108  |
| V             | Спори з питань використання і охорони вод та відтворення водних ресурсів. Відповідальність за порушення водного законодавства. | 22 — 23 | 109 — 111 |
| VI            | Міжнародні відносини. | 24      | 112       |

Офіційне опублікування:
- Відомості Верховної Ради України, 1995, N 24 (13.06.95), ст. 189
- Голос України, 1995, 07, 20.07.95 N 133

## Преамбула
У преамбулі Кодексу зазначено, що усі води (водні об'єкти) на території України є національним надбанням народу України, однією з природних основ його економічного розвитку і соціального добробуту.
Водні ресурси забезпечують існування людей, тваринного і рослинного світу і є обмеженими та уразливими природними об'єктами.
В умовах нарощування антропогенних навантажень на природне середовище, розвитку суспільного виробництва і зростання матеріальних потреб виникає необхідність розробки і додержання особливих правил користування водними ресурсами, раціонального їх використання та екологічно спрямованого захисту.
Водний кодекс, в комплексі з заходами організаційного, правового, економічного і виховного впливу, сприятиме формуванню водно-екологічного правопорядку і забезпеченню екологічної безпеки населення України, а також ефективнішому, науково обґрунтованому використанню вод та їх охороні від забруднення, засмічення та вичерпання.

## Водне законодавство
Завданням водного законодавства є регулювання правових відносин з метою забезпечення збереження, науково обґрунтованого, раціонального використання вод для потреб населення і галузей економіки, відтворення водних ресурсів, охорони вод від забруднення, засмічення та вичерпання, запобігання шкідливим діям вод та ліквідації їх наслідків, поліпшення стану водних об'єктів, а також охорони прав підприємств, установ, організацій і громадян на водокористування.
Водні відносини в Україні регулюються цим Кодексом, Законом України «Про охорону навколишнього природного середовища» та іншими актами законодавства.
Земельні, гірничі, лісові відносини, а також відносини щодо використання та охорони рослинного і тваринного світу, територій та об'єктів природно-заповідного фонду, атмосферного повітря, виключної (морської) економічної зони та континентального шельфу України, що виникають під час користування водними об'єктами, регулюються відповідним законодавством України.

## Водний фонд
Усі води (водні об'єкти) на території України становлять її водний фонд.
До водного фонду України належать:

1. поверхневі води:
- природні водойми (озера);
- водотоки (річки, струмки);
- штучні водойми (водосховища, ставки) і канали;
- інші водні об'єкти;

2. підземні води та джерела;

3. внутрішні морські води та територіальне море.

## Землі водного фонду
До земель водного фонду належать землі, зайняті:
- морями, річками, озерами, водосховищами, іншими водоймами, болотами, а також островами;
- прибережними захисними смугами вздовж морів, річок та навколо водойм;
- гідротехнічними, іншими водогосподарськими спорудами та каналами, а також землі, виділені під смуги відведення для них;
- береговими смугами водних шляхів.

Для правового режиму земель водного фонду характерно встановлення водоохоронних зон, зон санітарної охорони, прибережних захисних смуг, смуг відведення та берегових смуг водних шляхів. Водоохоронні зони — це земельні ділянки вздовж річок, морів, навколо озер, та ін. водойм, які встановлюються з метою створення сприятливого режиму водних об'єктів, запобігання їх забрудненню, засміченню, вичерпанню, знищенню навколоводних рослин і тварин та зменшенню коливань стоку цих об'єктів.